# Модель Хойта

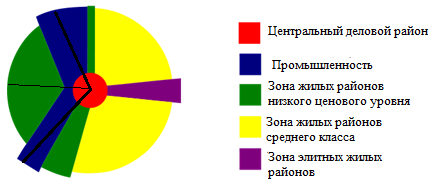
Секторная модель Хойта

Модель Хойта (секторная модель) — модель, описывающая развитие городских территорий вдоль транспортных коридоров за счет однородных видов экономической деятельности, представляет город в качестве круга, разделенного на сектора с различными видами землепользования. Предложена в 1939 году американским экономистом Хомером Хойотом. Виды землепользования, образуясь в центре города или на границе центрального делового района, развиваются вдоль сектора по направлению к границе города.

## История создания
Модель предложена Х. Хойотом в 1939 году в работе «Структура и рост жилых пригородов в американских городах», является модификацией модели концентрических зон города Эрнста Бёрджесса и относится к экспортноориентированным региональным моделям.
Х. Хойт, прогнозируя рост численности населения городов, определял спрос на новое жильё и оценивал необходимый объём жилищного строительства, благодаря чему сформировал модель рост региона в зависимости от внешних переменных в своей первой работе «100 лет оценки земли в Чикаго» 1933 года и в последующей работе 1939 года «Структура и рост жилых пригородов в американских городах», где предложил саму модель.

## Секторы
Модель формулируется как развитие территорий вдоль транспортных коридоров (железнодорожных и автомобильных дорог и прочих) за счет однородных видов экономической деятельности. Город представляет собой круг, разделенный на сектора с различными видами использования земли. Виды землепользования, образуясь в центре города или на границе центрального делового района, развиваются вдоль сектора по направлению к границе города .
В связи с тем, что домохозяйства с низким уровнем находятся рядом с железнодорожными путями и коммерческими учреждениями, чтобы быть ближе, Хойт предположил, что города прирастали клиновидными структурами – секторами, исходящих из центрального делового района (ЦДР) и центрируются на основных транспортных маршрутах. Более высокий уровень доступа означает увеличение стоимости земли, а значит коммерческие функции будут оставаться в ЦДР, а производственные функции в секторах, жилые функции развиваются также в секторах, при удалении от промышленных секторов формируются зоны жилых построек с высоким уровнем доходов.
Два допущения: по мере роста города происходит смена зон экономической деятельности, то есть концентрические зоны из модели Бёржесса расширяются, изменяя соседние зоны, скорость изменений зависит от стоимости преобразований; 
с ростом зоны все жилые и коммерческие объекты, находящиеся в переходной зоне, ищут новое место как можно ближе к прежнему месту, поддерживая секторальную организацию территории, и движутся вдоль своего сектора с наименьшим сопротивлением и дешевым преобразованием.
Хойт выдвинул модель, где существует две отрасли: базовая – промышленность (экспортирующие отрасли) и сектор услуг (все отрасли, которые не экспортируют из региона). Промышленность является источником экономического роста региона, если она производит продукцию больше, чем может быть потреблено внутри региона. 
Численность населения региона равна числу занятых в экономике, которая равна занятым в базовом секторе и секторе услуг. 
Рост численности населения зависит от роста занятых в регионе в целом, равная росту занятости в секторе услуг, которая равна пропорциональному росту  населения региона, и роста занятых в базовом секторе, которая зависит от внешнего спроса на товар специализации (задано экзогенно):
{\displaystyle L_{t}=L_{b}+L_{s}}, 
{\displaystyle L_{s}=aL_{t}},            где 0<a<1, отсюда:
{\displaystyle L_{t}=1/(1-a)L_{b}},              а значит:
{\displaystyle \Delta L_{t}=1/(1-a)\Delta L_{b}},  
где {\displaystyle \Delta L_{t}} — прирост общего уровня занятости в регионе,  {\displaystyle \Delta L_{b}} — прирост в базовом секторе, {\displaystyle 1/(1-a)} — коэффициент пропорциональности больше единицы (мультипликатор).
Общий уровень занятости в регионе растет пропорционально росту занятости в базовом (экспортирующем) секторе, причем общий уровень занятости растет быстрей, чем в базовом секторе.
Чем больше ресурсов идет в базовую отрасль из региона, тем выше мультипликативный эффект.
В 1970 году модель была существенно поправлена, вместо занятости используется доход:
{\displaystyle Y_{t}=Y_{b}+Y_{s}}, 
{\displaystyle Y_{s}=a_{0}+a_{1}Y_{t}}, где {\displaystyle a_{0}} — константа,  отсюда:
{\displaystyle Y_{t}=a_{0}/(1-a_{1})+Y_{b}/(1-a_{1})},  а значит:
{\displaystyle \Delta Y_{t}/Y_{t}=\Delta Y_{b}/Y_{b}Y_{b}/(a_{0}+Y_{b})},  
где {\displaystyle \Delta Y_{t}} — прирост общего уровня доходов в регионе, {\displaystyle \Delta Y_{b}} — прирост дохода в базовом секторе, {\displaystyle 1/(a_{0}+1)} — коэффициент пропорциональности больше единицы (мультипликатор).
Прирост доходов в регионе зависит от прироста дохода в базовом секторе и какими темпами растут доходы в секторе услуг.  
Если  {\displaystyle a_{0}=0}, то доходы в регионе в целом растут с тем же темпом, что и доходы в базовом секторе, что предполагает постоянство доля занятости (доходов) в секторе услуг в общей занятости (доходов) региона. 
Если {\displaystyle a_{0}} больше (меньше) нуля, то доходы в регионе растут медленнее (быстрее), чем в базовом секторе.
Исследования выявили, что рост доходов региона превышает рост доходов в базовом секторе из-за более высокого темпа роста доходов в секторе услуг (государственными расходами, развитием импортозамещением).

## Критика модели
Модель Хойта как и другие экспортноориентированные модели вводят ряд допущений: регион с малой экономикой, имеется экспортирующая отрасль (с вывозом товаров из региона), совокупный спрос определяется вне модели, без собственных инвестиций,  но с производственной специализацией, необходимой для развития региона и рисками, связанных со специализацией (резкое падения спроса на экспортируемый товар).
Модель не объясняет причины возникновения этой специализации региона и его производственной структуры, а только о различиях между регионами в предпочтениях к потреблению импорта и масштаба экспорта,  не объясняя эти факторы. 
Модель может подходить для регионов с исторически сформированной специализацией по производству данных рикардианских товаров, то есть товаров, связанных с доступностью определенных природных ресурсов, без регионального предложения в модели.
Модель допускает однородный эффект экспортного мультипликатора на уровень доходов от всех типов экспортируемого товара, что есть редкость. Различные отрасли порождают мультипликаторы с большей или меньшей величиной в зависимости от удовлетворения спроса на промежуточные товары за счет местного производства или за счет импорта, что подтверждается исследованиями Х. Чинери 1962 г., которые показали, что после государственных инвестиций в южные итальянские провинции выиграли в основном индустриально развитые северные провинции Италии, получив основные заказы на поставки оборудования и выполнение работ.
Допускается, что  объем выпуска увеличивается без ограничений при росте спроса на экспортируемый товар, игнорируя ряд факторных ограничений (отсутствия работников нужной квалификации, незагруженных мощностей и прочих), что приводит к росту цен в краткосрочном периоде, а не к увеличению выпуска.
Модель допускает постоянство мультипликатора в долгосрочном периоде и в целом во времени, не учитывая тенденции к импортозамещению, переключения на производство товаров с повышенной маржой, влияние сектора услуг на производительность экспортируемой отрасли (базового сектора) .
Дополнительные вливания могут и не дать рост производства, так как рост спроса вызовет рост цен или производства в других регионах, не принимается эффект межрегиональной обратной связи: увеличение импорта одного региона приводит к росту экспорта другого региона.
Не рассматривается возможность региона предоставлять ресурсы для растущих производителей, согласно исследованиям, компании, инвестировавшие в Западный Мидленд, только 20% ресурсов закупили внутри региона, а в Уэльсе тот же показатель был равен 14%.
В том числе не учитывается влияние монетарных факторов, которые влияют на региональный рост через ставку процента и его доступность, и имеют явные региональные различия: чем дальше регион от основных финансовых центров, тем дороже и менее доступен кредит.